# Ellisella ceylonensis
Ellisella ceylonensis is een zachte koraalsoort uit de familie Ellisellidae. De koraalsoort komt uit het geslacht Ellisella. Ellisella ceylonensis werd in 1910 voor het eerst wetenschappelijk beschreven door Simpson. 